# No More Mr. Nice Guy (Gang Starr)
No More Mr. Nice Guy è l'album di debutto del duo Hip Hop Gang Starr, pubblicato nell'Aprile del 1989. Anche se fu considerato un successo per la critica in mezzo alla prima ondata di hip hop alternativo, No More Mr. Nice Guy rimase un po' oscurato dagli album di debutto di artisti molto influenti come Jungle Brothers e De La Soul. Come altri dischi hip-hop del tempo, l'album mostra millanteria rap, testi positivi, insieme a riferimenti riguardanti credenze della Nation of Gods and Earth. Tuttavia mostra un mix di ritmi di influenza jazz, abbinati a scratch ed elementi di rap hardcore, sound che diventerà la firma del gruppo. No More Mr. Nice Guy ha raggiunto la posizione # 83 della Billboard Top R & B / Hip Hop Albums chart. "Positivity" ha raggiunto la posizione numero 19 su classifica Billboard Hot Rap Singles. Quest'ultimo, anche se pubblicato come singolo e video, non è mai apparso sulla compilation delle "Greatest Hits".

## Lista delle Tracce
1. "Premier & The Guru" – 3:26
2. "Jazz Music" – 3:30
3. "Gotch U" – 3:08
4. "Manifest" – 4:56
5. "Gusto" – 3:15
6. "DJ Premier in Deep Concentration" – 3:13
7. "Positivity (Remix)" – 4:49
8. "Manifest (Remix)" – 5:12
9. "Conscience be Free" – 4:04
10. "Cause and Effect" – 3:22
11. "2 Steps Ahead" – 3:50
12. "No More Mr. Nice Guy" – 3:22
13. "Knowledge" (featuring Damo D-Ski)– 3:42
14. "Positivity" – 3:35
15. "Here's the Proof" (2003 re-issue Bonus Track) – 4:35
16. "The Lesson"  (2003 re-issue Bonus Track) – 5:05
17. "Dedication" (2003 re-issue Bonus Track) – 5:11

## Singoli
1. "The Lesson" [Non-Album Single]

- pubblicata: 1987
- B-side: "The Lesson (Super Club Mix)"

1. "Believe Dat!" [Non-Album Single]

- pubblicata: 1987
- B-side: "Bust a Move Boy" & "To Be a Champion"

1. "Movin' On" [Non-Album Single]

- pubblicata: 1988
- B-side: "Gusto" & "Knowledge"

1. "Words I Manifest (Remix)"

- pubblicata: 1989
- B-side: "DJ Premier In Deep Concentration", "Here's The Proof"

1. "Positivity (Remix)"

- pubblicata: 1989
- B-side: "No More Mr. Nice Guy (Remix)"

## Chart positions
| Classifica (1989)                | Massima posizione |
| -------------------------------- | ----------------- |
| Billboard Top R&B/Hip Hop Albums | 83                |

### Singoli
| Year | Song         | Hot Rap Singles |
| ---- | ------------ | --------------- |
| 1990 | "Positivity" | 19              |